# Xestia ohtaniensis
Xestia ohtaniensis är en fjärilsart som beskrevs av Matsumura 1925. Xestia ohtaniensis ingår i släktet Xestia och familjen nattflyn. Inga underarter finns listade i Catalogue of Life.